# Anton Bruckner (Schiff, 1976)
Anton Bruckner war der Name eines Fahrgastschiffes, das 1976 gebaut und 2022 verschrottet wurde.

## Geschichte
Das Schiff wurde 1976 bei der Schiffswerft und Maschinenfabrik Theodor Hitzler in Regensburg unter der Baunummer 269 gebaut. Es erhielt zunächst den Namen Bavaria. 1982/83 wurde die Bavaria verlängert und neu motorisiert, 1986/87 ein weiteres Mal verlängert und 1995/96 modernisiert. 
Zu Zeiten Dieter Schuberts gehörte die Bavaria zur Flotte der Donauschiffahrt Wurm + Köck GmbH & Co. in Passau. Sie war damals 72,27 Meter lang und 8,09 Meter breit, hatte einen Tiefgang von 1,1 Metern und eine Zulassung zur Beförderung von 750 Fahrgästen. 500 Personen konnten dabei im Inneren des Schiffes Platz nehmen. Die beiden Maschinen leisteten je 226 kW. Später wurde das Schiff nach Anton Bruckner benannt. 
Im Binnenschifferforum werden von Schuberts Angaben leicht abweichende Maße und Zahlen genannt. Laut dieser Quelle durften zuletzt nur noch 600 Fahrgäste mit dem Schiff befördert werden. 230 Innenplätze standen auf dem Hauptdeck zur Verfügung, 228 auf dem Mitteldeck. Auf der Homepage des letzten Betreibers des Schiffes, Wurm & Noé, sind hingegen die Maße zu finden, die schon Schubert angab. Das Schiff wurde dort mit den Sätzen beworben: „Feiern und Tagen in kaiserlich königlichem Ambiente. In den Farben weiß, rot und gold gehalten und mit luxuriösen Kristallleuchten ausgestattet, laden die Salons der MS „Anton Bruckner“ zu einer Schifffahrt für den gehobenen Anspruch ein.“ Nachdem sich eine Sanierung des Schiffes als nicht mehr lohnend erwiesen hatte, beschloss man, das Schiff zu verschrotten. Die Anton Bruckner war das erste Schiff der Firma, das dieses Schicksal ereilte.
Im Sommer 2022 wurde die Anton Bruckner von der Regina Danubia nach Linz gebracht, wo sie bei der ÖSWAG verschrottet wurde.